# Priscorrhina velutina
Priscorrhina velutina är en skalbaggsart som beskrevs av Jan Krikken 1984. Priscorrhina velutina ingår i släktet Priscorrhina och familjen Cetoniidae. Inga underarter finns listade i Catalogue of Life.